# Qaraağac (Sabirabad)
Qaraağac è un comune dell'Azerbaigian situato nel distretto di Sabirabad. Conta una popolazione di 2 080 abitanti.